# Pedro Carvalho (actor)
Pedro Carvalho (Guarda, 15 de julio de 1985) es un actor portugués.

## Biografía
Pedro Carvalho nació en Guarda, Portugal, pero creció arriba en Fondoão, donde vivió hasta que 17 cuando se mudó a Lisboa para perseguir una carrera como un actor. En 2007, terminó el curso profesional de ACT (Escuela de Actores para Cine y Televisión) y desde entonces  ha trabajado en televisivo, cine y teatro. Es hermano gemelo del también actor y modelo Filipe Carvalho.

## Filmografía

### Televisión
| Año  | Título               | Función                   | Notas                            |
| ---- | -------------------- | ------------------------- | -------------------------------- |
| 2004 | Baía das Mulheres    | El amigo de Tiago         | Episodio: "17 de agosto de 2004" |
| 2005 | Mistura Fina         | Guga amigo                | Episodio: "28 de maio de 2005"   |
| 2006 | O Diário de Sofía    | Patinador MC              | Reparto principal                |
| 2007 | Tu e Eu              | Jonas                     | Reparto principal                |
| 2007 | Morangos com Açúcar  | Ricardo Carvalho          | Estación 4                       |
| 2008 | Un Outra             | Francisco Gama (Kiko)     | Reparto principal                |
| 2009 | Flor hace Mar        | Joel Sousa Nicolau        | Reparto principal                |
| 2009 | 37                   | Jorge                     | Reparto principal                |
| 2010 | Mar de Paixão        | Alexandre Veloso          | Reparto principal                |
| 2011 | Remédio Santo        | Ângelo                    | Coprotagonista                   |
| 2014 | O Beijo Escorpião    | Paulo Furtado de Macieira | Reparto principal                |
| 2016 | Massa Fresca         | Artur Faria               | Protagonista                     |
| 2016 | Escrava Mãe          | Miguel Ventas             | Reparto principal                |
| 2017 | Ouro Verde           | Tomás Ferreira da Fonseca | Coprotagonista                   |
| 2017 | O Outro Lado Paraíso | Amaro Antunes             | Reparto principal                |
| 2019 | A Dona do Pedaço     | Abel                      | Reparto principal                |

### Cine
| Año  | Título                                                  | Función          | Notas        |
| ---- | ------------------------------------------------------- | ---------------- | ------------ |
| 2005 | Las Crónicas de Narnia: El León, la Bruja y el Ropero   | Peter Pevensie   | Doblaje      |
| 2006 | Verão Azul                                              | Paulo            | Cortometraje |
| 2007 | Un Escritora Italiana                                   | Joseph           |              |
| 2007 | Adeus ao Menino, Eu                                     | André            | Cortometraje |
| 2008 | Las Crónicas de Narnia: El prínce Caspian               | Peter Pevensie   | Doblaje      |
| 2010 | O Dia Mais Longo                                        | Cato             | Cortometraje |
| 2010 | Catarina e os Outros                                    | Hombre 4         | Cortometraje |
| 2010 | Las Crónicas de Narnia: La travesía del viajero de Alba | Peter Pevensie   | Doblaje      |
| 2012 | Morangos com Açúcar - O Filme                           | Ricardo Carvalho |              |
| 2015 | O Diabo Mora Aqui                                       | Apolo            |              |
| 2016 | O Amor é Lindo... Porque Sim!                           | Dênis            |              |
| 2016 | Portugal Não Está à Venda                               | Sam              |              |

## Teatro
| Año  | Título                                |
| ---- | ------------------------------------- |
| 2006 | Un Casa Parque                        |
| 2007 | El Poco Príncipe                      |
| 2008 | Um Conto Americano - O Motor, un Água |